# Peter Mitchell (golfer)

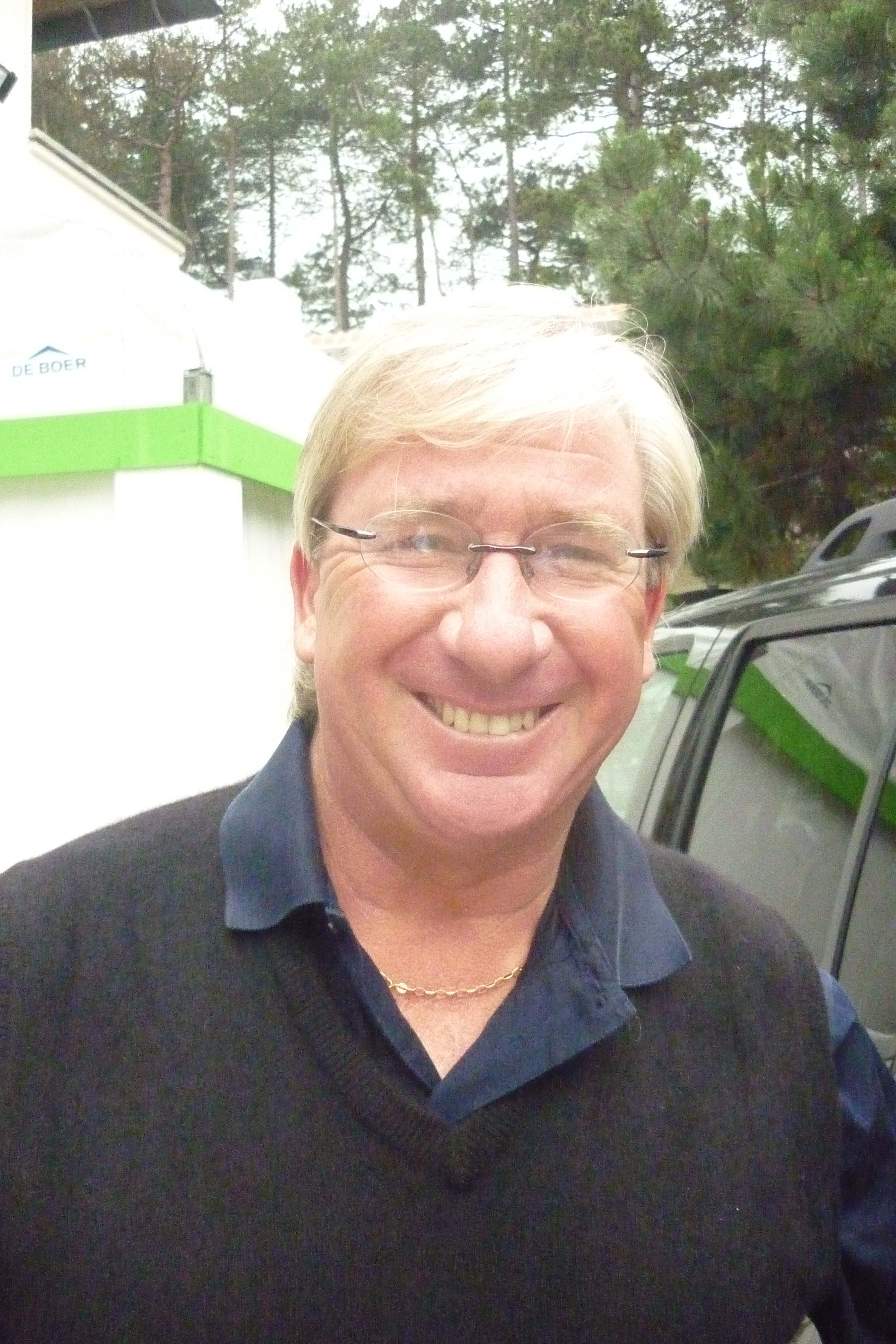

Peter Robert Mitchell (Londen, 6 april 1958) is een Engels golfprofessional.

## Loopbaan
Mitchell werd op 16-jarige leeftijd professional. Hij werkte de eerste jaren op een golfclub totdat hij in 1979 op de Europese PGA Tour verscheen. Daar stond hij bekend als een geweldige putter. Hij speelde op de Tour tot 2003. In de jaren 1988 - 2000 stond hij steeds in de top-80 en behield hij zijn kaart automatisch. In 1996 stond hij op de 12de plaats. Dit leidde ertoe dat hij dat jaar in de World Cup mocht spelen.
Mitchell woont met zijn gezin in Woodchurch, Kent. Hij heeft drie kinderen. Hij geeft les en is de coach van enkele tourspelers, w.o. Gary Lockerbie.
In 2008 werd Mitchell vijftig jaar en begon op de Europese Senior Tour te spelen. In zijn rookiejaar won hij meteen drie toernooien, mede waardoor hij op de 3de plaats van de Order of Merit eindigde.

## Overwinningen
European Tour
- 1992: Mitsubishi Austrian Open met een chip-in voor eagle op de laatste hole.
- 1997: Madeira Island Open
- 1998: Portuguese Open

European Senior Tour
- 2008: Ryder Cup Wales Seniors Open, Scottish Senior Open, Lake Garda Italian Seniors Open
- 2009: Casa Serena Open

Teamverband
- World Cup: 1996